# Lasiophanes devexulus
Lasiophanes devexulus là một loài bọ cánh cứng trong họ Cerambycidae.